# Mega
Mega (M) – przedrostek wielokrotności jednostki miary wielkości fizycznych, o mnożniku 106 = 1 000 000 (milion).

## Mega a mebi
W informatyce przedrostek mega zwykle oznacza liczbę 1 048 576 i jest wynikiem działania 1024 · 1024 = 220, w odróżnieniu od układu SI, gdzie 1000 · 1000 = 106 = 1 000 000. W celu uniknięcia nieścisłości związanych z tym układem zalecane jest używanie przedrostka dwójkowego mebi (skrót od słów mega binary), który zgodnie ze standaryzacjami oznacza 1024 · 1024. W praktyce jednak utarła się niepoprawna nazwa, a brak stosowania formalnego nazewnictwa często powoduje nieporozumienia przy interpretacji pojemności pamięci.
1 MiB = 1024 KiB = 1024 · 1024 B = 1 048 576 B
1 MB  = 1000 kB  = 1000 · 1000 B = 1 000 000 B